# Jogos Asiáticos de Inverno de 1999
Os Jogos Asiáticos de Inverno de 1999 foram a quarta edição do evento multiesportivo realizado na Ásia. O evento foi descentralizado em diversas sedes espelhadas pela província de Gangwon, na Coreia do Sul ,sendo que as principais subsedes foram as cidades de  Pyeongchang, Chuncheon e Gangneung.
O logotipo escolhido para esta edição foi inspirado no tradicional símbolo da Coreia, o tae-guek, adicionado à combinação de formas em branco e dois tons de azul, que representavam a neve e o Mar do Leste, com o sol vermelho do Conselho Olímpico da Ásia o iluminando. Este emblema demonstrava a esperança de harmonia entre as nações para o progresso do continente. Já o mascote foi o urso-negro-asiático, animal símbolo da província de Gangwon.

## Países participantes
21 países participaram do evento:
| - Butão - China - Cazaquistão - Coreia do Sul - Filipinas - Hong Kong - Índia - Irão - Japão - Kuwait - Líbano | - Macau - Mongólia - Nepal - Paquistão - Quirguistão - Singapura - Sri Lanka - Taipé Chinesa - Uzbequistão - Vietname |

## Modalidades
Sete modalidades formaram o programa dos Jogos:
- Biatlo
- Esqui alpino
- Esqui cross-country
- Hóquei no gelo
- Patinação artística
- Patinação de velocidade
- Patinação de velocidade em pista curta

## Quadro de medalhas
País sede destacado.
| Ordem | País          | Medalha de ouro | Medalha de prata | Medalha de bronze |     |
| ----- | ------------- | --------------- | ---------------- | ----------------- | --- |
| 1     | China         | 15              | 10               | 11                | 36  |
| 2     | Coreia do Sul | 11              | 10               | 15                | 36  |
| 3     | Cazaquistão   | 10              | 8                | 7                 | 25  |
| 4     | Japão         | 6               | 14               | 9                 | 29  |
| 5     | Uzbequistão   | 1               | 1                | 1                 | 3   |
| TOTAL | TOTAL         | 43              | 43               | 43                | 129 |